# Harald Grieg
Harald Vollan Grieg (født 3. august 1894 i Bergen, død 6. oktober 1972 i Oslo) var en norsk forlægger. Han var sammen med blandt andre Knut Hamsun central i etableringen af Gyldendal Norsk Forlag i 1925 og var ansat som forlagets administrerende direktør fra 1925 og helt frem til 1970 (afbrudt af 1941–1945, hvor Tore Hamsun (no) størstedelen af tiden fungerede i stillingen). Årene var kendetegnet ved Griegs forretningssans og kulturelle ansvarsfølelse.
Han regnes som den ledende forlagsmand i norsk historie, ved siden af Henrik Groth (no), der stod bag forlaget Cappelen.
Grieg kom til at spille en stor rolle i forhold til klassiske digtere, der hidtil havde måttet udgive deres bøger i Danmark for at kunne leve af digtningen.

## Baggrund
Harald Grieg var søn af skoleleder Peter Lexau Grieg og broder til forfatterne Nordahl Grieg, Ingeborg Rolfsen Grieg og Johanne Grieg Cederblad. Efter examen artium ved Bergen Katedralskole i 1912 blev han cand.philol. i historie 1917 ved Det Kongelige Frederiks Universitet i Kristiania. Han skrev for Morgenavisen og Tidens Tegn indtil han etablerede det danske Gyldendals norske filial i 1920. Fem år senere blev han administrerende direktør for Gyldendal Norsk Forlag.

## Hverv
- Statens teaterråd, formand
- Den norske Forleggerforening, formand 1936–1960, æresmedlem 1960
- Nationaltheatret, bestyrelsesformand 1939–1962
- Foreningen Norden, formand 1939–1950, ordfører i foreningens råd 1958–1962
- Fondet for svensk-norsk samarbejde, formand 1948–1964.

## Udmærkelser
- Kommandør af St. Olavs Orden 1962
- Kommandør af Nordstjärneorden
- Kommandør af Finlands Vita Roš' orden
- Kommandør af Dannebrogordenen
- Frihedskorsets orden